# Шамуа (Валле-д'Аоста)
Шамуа (фр. Chamois) — муніципалітет в Італії, у регіоні Валле-д'Аоста.
Шамуа розташована на відстані близько 590 км на північний захід від Рима, 26 км на північний схід від Аости.
Населення — 101 особа (2014).
Щорічний фестиваль відбувається 26 липня. Покровитель — Святий Пантелеймон.

## Демографія
Населення за роками:

Станом на 1 січня 2023 року в муніципалітеті офіційно проживали 2 іноземці з 2 країн.

## Сусідні муніципалітети
- Анте-Сент-Андре
- Аяс
- Ла-Магделен
- Вальтурнанш